# 압둘라 알타니

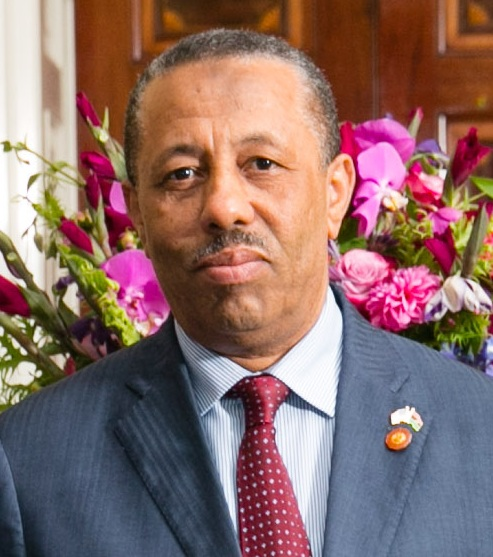
압둘라 알타니

압둘라 알타니(아랍어: عبد الله الثني, 1954년 ~ )는 리비아의 정치인이다. 의회가 전 총리였던 알리 제이단을 해임시킨 이후에 임시직을 거쳐 2014년 3월 11일에 리비아의 총리가 되었다. 이전에는 국방장관을 역임하였다.